# Заєць Борис Михайлович
Бори́с Миха́йлович За́єць (10 червня 1932, Поділ — 5 січня 2007) — український цирковий режисер, педагог, народний артист УРСР (1976), генеральний директор Національного цирку, професор Київського державного університету театрального мистецтва, академік Академії циркового мистецтва Росії. Кавалер ордена князя Ярослава Мудрого 5-го ступеня, медаль «За трудову доблесть», Святого князя Володимира, Нестора Літописця, міжнародним орденом Святого Станіслава.

## Життєпис
Закінчив ремісниче училище, працював токарем в Красному Лучі на шахті «Сталінський забой», ходив до театрального гуртка.
Без відриву від виробництва закінчив Дніпропетровське театральне училище, по тому вступив до Харківського театрального інституту. Випускною роботою була вистава «Колишні хлопчаки» — про дітей-сиріт, у цирку дипломною роботою була «Балада про сміливого клоуна».
У 1964 році приїхав до Києва, почав працювати в Київському цирку.
Понад 40 років очолював Київський цирк, з 1964 року — головний режисер, з 1976 і до смерті — головний режисер і директор.
1992 року внаслідок певних обставин та тиску владоможців був змушений полишити роботу і переїхав на прожиття в дачний будиночок у Срібному. Саме в той день, коли святкував 60-річчя, прийшла урядова телеграма з викликом на роботу. Як виявилося, артисти цирку на конях та із звірами прийшли до Ради Міністрів України з вимогою повернути на роботу свого директора.
На першій виставі після відновлення на посаді артисти цирку перед тисячами глядачів пронесли на руках манежем Бориса Михайловича.
З дружиною Ніною виховали дочку та сина.
Похований в с. Поділ Срібнянського району.